# Daniel Farrands
Daniel Farrands est un scénariste et producteur américain né le 3 septembre 1969 à Providence (Rhode Island). Il est connu pour avoir notamment écrit Halloween 6 : La Malédiction de Michael Myers et Une fille comme les autres.

## Filmographie

### Réalisateur
- 2006 : The Tooth Fairy
- 2009 : His name was Jason)
- 2018 : The Amityville Murders
- 2019 : The Haunting of Sharon Tate
- 2019 : The Murder of Nicole Brown Simpson

### Scénariste
- 2007 : Une fille comme les autres (The Girl Next Door)
- 2018 : The Amityville Murders
- 2019 : The Haunting of Sharon Tate